# Club Social y Atlético Guillermo Brown 2011-2012

## Rosa
| N. |                      | Ruolo | Calciatore             |
| -- | -------------------- | ----- | ---------------------- |
|    | Uruguay (bandiera)   | P     | Sebastián Pereyra      |
|    | Argentina (bandiera) | P     | Emanuel Guirado        |
|    | Argentina (bandiera) | P     | Facundo Mus            |
|    | Argentina (bandiera) | D     | Leandro Benítez        |
|    | Argentina (bandiera) | D     | Marcos del Cero        |
|    | Argentina (bandiera) | D     | José Frede             |
|    | Argentina (bandiera) | D     | Silvio Giovenale       |
|    | Argentina (bandiera) | D     | Julio Villarino        |
|    | Argentina (bandiera) | D     | Gustavo Martin Caamaño |
|    | Argentina (bandiera) | D     | Carlos del Giornio     |
|    | Argentina (bandiera) | C     | Walter Aciar           |
|    | Argentina (bandiera) | C     | Jonathan Aciar         |
|    | Argentina (bandiera) | C     | Bruno Bazán            |
|    | Argentina (bandiera) | C     | Adrián Benito          |
|    | Argentina (bandiera) | C     | Nicolás Bustamante     |

| N. |                      | Ruolo | Calciatore         |
| -- | -------------------- | ----- | ------------------ |
|    | Argentina (bandiera) | C     | Gastón Cozzoni     |
|    | Argentina (bandiera) | C     | Fabio Giménez      |
|    | Argentina (bandiera) | C     | Alan Moreno        |
|    | Argentina (bandiera) | C     | Javier Rivadeneira |
|    | Argentina (bandiera) | C     | Javier Rodas       |
|    | Argentina (bandiera) | C     | Robinson Torres    |
|    | Argentina (bandiera) | C     | Maximiliano Zbrun  |
|    | Argentina (bandiera) | C     | Manuel Berra       |
|    | Argentina (bandiera) | C     | Hernán Zanni       |
|    | Argentina (bandiera) | A     | Gastón Bottino     |
|    | Argentina (bandiera) | A     | Diego Giménez      |
|    | Argentina (bandiera) | A     | Damián González    |
|    | Argentina (bandiera) | A     | Juan Tévez         |
|    | Argentina (bandiera) | A     | Gonzalo Klusener   |
|    | Argentina (bandiera) | A     | Matías Jara        |